# Code of Federal Regulations
Il Code of Federal Regulations (CFR) è il codice delle norme emanate dall'Esecutivo e dalle Agenzie Federali degli Stati Uniti d'America e pubblicate nel Federal Register. È attualmente suddiviso in 50 titoli che coprono tutte le aree soggette alla legge federale statunitense. Ciascun titolo è suddiviso in parti.

## Storia
Il Federal Register Act originariamente prevedeva una compilazione completa di tutti i regolamenti esistenti promulgati prima della prima pubblicazione del Federal Register, ma è stato emendato nel 1937 per fornire una codificazione di tutti i regolamenti ogni cinque anni. La prima edizione del CFR fu pubblicata nel 1938. A partire dal 1963, per alcuni titoli e per tutti i titoli nel 1967, l'Ufficio del Registro federale (Office of the Federal Register) iniziò a pubblicare revisioni annuali e, a partire dal 1972, pubblicò revisioni in trimestri sfalsati.
L'11 marzo 2014, il rappresentante Darrell Issa ha introdotto il Federal Register Modernization Act (HR 4195; 113 ° Congresso), un disegno di legge che avrebbe rivisto i requisiti per il deposito di documenti presso l'Ufficio del Registro federale per l'inclusione nel Registro federale e per la pubblicazione del Code of Federal Regulations per riflettere il mutato requisito di pubblicazione in cui sarebbero stati disponibili online ma non sarebbe stato richiesto di essere stampati. L'American Association of Law Libraries (AALL) si è opposta fermamente al disegno di legge, sostenendo che il disegno di legge mina il diritto dei cittadini di essere informati, rendendo più difficile per i cittadini trovare i regolamenti del proprio governo. Secondo AALL, un sondaggio da loro condotto "ha rivelato che membri del pubblico, bibliotecari, ricercatori, studenti, avvocati e proprietari di piccole imprese continuano a fare affidamento sulla versione cartacea" del registro federale. AALL ha anche sostenuto che la mancanza di versioni cartacee del Federal Register e del CFR significherebbe che il 15% degli americani che non usano Internet perderebbe l'accesso a quel materiale. La Camera ha votato il 14 luglio 2014 per approvare il disegno di legge 386-0.